# SN 2005mc
SN 2005mc是2005年12月23日在巨蟹座的星系UGC 4414发现的超新星。由清华大学物理系和中国国家天文台联合发现。